# Сутерсвілл (Пенсільванія)
Сутерсвілл (англ. Sutersville) — місто (англ. borough) в США, в окрузі Вестморленд штату Пенсільванія. Населення — 561 особа (2020).

## Географія
Сутерсвілл розташований за координатами 40°14′4″ пн. ш. 79°48′4″ зх. д. / 40.23444° пн. ш. 79.80111° зх. д. (40.234385, -79.801039).  За даними Бюро перепису населення США в 2010 році місто мало площу 0,76 км², з яких 0,70 км² — суходіл та 0,06 км² — водойми.

## Демографія
Згідно з переписом 2010 року, у селищі мешкало 605 осіб у 238 домогосподарствах у складі 162 родин. Густота населення становила 793 особи/км².  Було 283 помешкання (371/км²).
Расовий склад населення:
| - 99,2 % — білих |

До двох чи більше рас належало 0,8 %. Частка іспаномовних становила 0,0 % від усіх жителів.
За віковим діапазоном населення розподілялося таким чином: 20,8 % — особи молодші 18 років, 62,3 % — особи у віці 18—64 років, 16,9 % — особи у віці 65 років та старші. Медіана віку мешканця становила 41,1 року. На 100 осіб жіночої статі у селищі припадало 98,4 чоловіків;  на 100 жінок у віці від 18 років та старших — 103,0 чоловіків також старших 18 років.
Середній дохід на одне домашнє господарство  становив 46 186 доларів США (медіана — 34 911), а середній дохід на одну сім'ю — 53 272 долари (медіана — 44 500). Медіана доходів становила 49 500 доларів для чоловіків та 33 250 доларів для жінок. За межею бідності перебувало 26,6 % осіб, у тому числі 49,6 % дітей у віці до 18 років та 11,5 % осіб у віці 65 років та старших.
Цивільне працевлаштоване населення становило 253 особи. Основні галузі зайнятості: виробництво — 19,4 %, освіта, охорона здоров'я та соціальна допомога — 17,4 %, роздрібна торгівля — 17,0 %.